# Legión Turquestana
La Legión del Turquestán o Legión Turquestana (en alemán: Turkistanische Legion) era el nombre de las unidades militares compuestas por los pueblos túrquicos que lucharon en la Wehrmacht durante la Segunda Guerra Mundial. La mayoría de estas tropas eran prisioneros de guerra del Ejército Rojo que formaron una causa común con los alemanes (compárese con el colaboracionismo túrquico, caucásico, cosaco y crimeo con las Potencias del Eje). Su establecimiento fue encabezado por Nuri Killigil, un teórico turco del panturquismo, que buscaba separar los territorios habitados por pueblos turcos de sus países y finalmente unirlos bajo el dominio turco.
Aunque los nazis habían percibido inicialmente a los pueblos turcos como "racialmente inferiores", esta actitud ya cambió oficialmente en el otoño de 1941, cuando, en vista de las dificultades que enfrentaron en su invasión de la Unión Soviética, los nazis intentaron aprovechar el sentimiento nacionalista de los pueblos turcos que habitaban en la Unión Soviética para obtener beneficios políticos.
La primera Legión del Turquestán se movilizó en mayo de 1942, originalmente compuesta por un solo batallón, pero se expandió a 16 batallones y 16.000 soldados en 1943. Bajo el mando de la Wehrmacht, estas unidades se desplegaron exclusivamente en el Frente Occidental en Francia e Italia, aislándolos del Ejército Rojo.
Los batallones de la Legión deL Turquestán formaron parte de la 162.ª División de Infantería Turcomana y tuvieron fuertes enfrentamientos en la Yugoslavia ocupada por el Eje (especialmente en la actual Croacia) e Italia.
Gran parte de la Legión del Turkestán fue finalmente encarcelada por las fuerzas británicas y repatriada a la Unión Soviética después del final de la guerra, donde enfrentarían la ejecución o encarcelamiento por parte del gobierno soviético por haber colaborado con los nazis. Los miembros notables de la legión incluían a Baymirza Hayit, un turcólogo que después de la guerra se instaló en Alemania Occidental y se convirtió en un defensor de las causas políticas panturquistas.